# Episodi di El ministerio del tiempo (quarta stagione)
La quarta stagione della serie televisiva El ministerio del tiempo, composta da 8 episodi, è stata trasmessa in Spagna per la prima volta sui canali della Televisión Española (TVE) dal 5 maggio al 23 giugno 2020.
Questa stagione è stata preceduta da "Antes de que no haya tiempo", un episodio speciale prequel di 12 minuti diffuso dal 20 aprile 2020 dal sito web ufficiale
| nº | Titolo originale        | Titolo italiano | Prima TV Spagna | Prima TV Italia |
| -- | ----------------------- | --------------- | --------------- | --------------- |
| 1  | Perdido en el tiempo    |                 | 5 maggio 2020   |                 |
| 2  | El laberinto del tiempo |                 | 12 maggio 2020  |                 |
| 3  | Bloody Mary Hour        |                 | 19 maggio 2020  |                 |
| 4  | La memoria del tiempo   |                 | 26 maggio 2020  |                 |
| 5  | Deshaciendo el tiempo   |                 | 2 giugno 2020   |                 |
| 6  | El tiempo vuela         |                 | 9 giugno 2020   |                 |
| 7  | Pretérito imperfecto    |                 | 16 giugno 2020  |                 |
| 8  | Días de futuro pasado   |                 | 23 giugno 2020  |                 |

## Perdido en el tiempo
- Diretto da: Chiqui Carabante
- Scritto da:  Carolina González, Jordi Calafí e Javier Olivares
- Ascolti Spagna: spettatori  1.570.000 (9,1%)[1]

## El laberinto del tiempo
- Diretto da: Marc Vigil
- Scritto da:  Carolina González, Jordi Calafí e Javier Olivares
- Ascolti Spagna: spettatori  1.463.000 (8,3%)[1]

## Bloody Mary Hour
- Diretto da: Catxo López
- Scritto da:  Carolina González, Jordi Calafí, Isa Sánchez e Javier Olivares
- Ascolti Spagna: spettatori  1.153.000 (6,9%)[1]

## La memoria del tiempo
- Diretto da: Anaïs Pareto
- Scritto da:  Isa Sánchez, Carolina González, Jordi Calafí e Javier Olivares
- Ascolti Spagna: spettatori  1.273.000 (7,6%)[1]

## Deshaciendo el tiempo
- Diretto da: Carles Torrens
- Scritto da:  Isa Sánchez, Carolina González, Jordi Calafí e Javier Olivares
- Ascolti Spagna: spettatori  1.291.000 (7,9%)[1]

## El tiempo vuela
- Diretto da: Chiqui Carabante
- Scritto da:  Pablo Lara, Daniel Corpas e Javier Olivares
- Ascolti Spagna: spettatori  1.252.000 (7,8%)[1]

## Pretérito imperfecto
- Diretto da: Koldo Serra
- Scritto da:  Jordi Calafí, Daniel Corpas, Isa Sánchez, Carolina González e Javier Olivares   (soggetto di Carlos de Pando, Alonso Laporta e Javier Olivares)
- Ascolti Spagna: spettatori  1.252.000 (7,6%)[1]

## Días de futuro pasado
- Diretto da: Jorge Dorado
- Scritto da:  Marc Vigil e Javier Olivares
- Ascolti Spagna: spettatori  1.153.000 (8,5%)[1]